# Златно сърце (филм)
„Златно сърце“ е български 3-сериен телевизионен игрален филм (детски) от 1985 година на режисьора Мария Василева, по сценарий на Георги Мишев. Оператор е Стойко Апостолов. Музиката във филма е композирана от Ангел Михайлов. Филмът е екранизиран по едноименния роман на Калина Малина.

## Серии
- 1. серия – 56 минути
- 2. серия – 56 минути
- 3. серия – 56 минути [2].

## Сюжет
„Златно сърце“ ни връща към годините непосредствено след освобождението на България от османско владичество. Той представя приключенията на едно дете, което е откраднато от цигани и преживява много премеждия в търсене на баща си .
- Филмът е заснет в Балчик.

## Актьорски състав
| В ролите                         | Изпълнител           |
| -------------------------------- | -------------------- |
| малкия Димчо                     | Александър Андонов   |
| баба Пембиша                     | Стоянка Мутафова     |
| дядо Димо, дядото на Димчо       | Досьо Досев          |
| бабата на Димчо                  | Цветана Лазарова     |
| вуйчото                          | Ивайло Калоянчев     |
| порасналия Димчо/бащата на Димчо | Руси Чанев           |
| Айше                             | Маргарита Кондакова  |
| Али                              | Димитър Герасимов    |
| дядо Кольо, въжарят              | Никола Анастасов     |
| съседката леля Злата             | Бистра Марчева       |
| Шамши                            | Христо Петров        |
| Минко                            | Руси Христозов       |
| майката на Ганка                 | Богдана Вульпе       |
| бащата на Ганка                  | Кирил Кавадарков     |
| Ганка                            | Маргарита Кацева     |
| дядо Юмер                        | Кирил Мичев          |
| Баро Гаджо                       | Георги Димитров      |
| Буля Гаджовица                   | Маргарита Карамитева |
| учителят                         | Вихрен Александров   |
|                                  | Иван Йорданов        |
|                                  | Петьо Пенев          |
|                                  | Тодор Тодоров        |
|                                  | Стефан Костов        |
|                                  | Нешо Караджийски     |
|                                  | Димитър Добрев       |
|                                  | Стефан Кедев         |
|                                  | Стефан Пеев          |
|                                  | Любомир Миладинов    |
|                                  | Итьо Итев            |
| кмета                            | Иван Кривошиев       |
|                                  | Детелин Канделев     |